# عضو بحكم المنصب
العضو بحكم المنصب (باللاتينية: ex officio؛ ويعني حرفياً "من المكتب" والمعنى المقصود هو "حق المنصب" ؛ يعود استخدامه إلى الجمهورية الرومانية) هو عضو في هيئة، لا سيما مجلس إدارة، لجنة، مجلس، الذي هو جزء منها بحكم توليه لمنصب آخر.
وفقًا لقواعد النظام لروبرت، يشير المصطلح فقط إلى كيف يصبح المرء عضوًا في هيئة. وفقًا لذلك، فإن حقوق العضو بحكم منصبه هي تمامًا نفس حقوق الأعضاء الآخرين ما لم ينص على خلاف ذلك في اللوائح. في بعض المجموعات، قد يمتنع الأعضاء بحكم المنصب في كثير من الأحيان عن التصويت.
المفاهيم المعاكسة هي التفويض المزدوج، عندما يصادف أن يشغل نفس الشخص مكتبين أو أكثر، على الرغم من أن هذه المكاتب ليست مرتبطة في حد ذاتها؛ والاتحاد الشخصي، عندما تشترك دولتان في نفس الملك.

## في الاستخدام الربحي وغير الربحي
أي عضوية بحكم المنصب (على سبيل المثال: اللجان، أو مجلس الإدارة) على النحو المحدد في اللوائح الداخلية للجمعية غير الربحية أو غيرها من وثائق السلطة. على سبيل المثال، تنص اللوائح في كثير من الأحيان على أن يكون رئيس المنظمة بحكم منصبه عضوًا في جميع اللجان، باستثناء لجنة الترشيح.

## أمثلة حكومية

### بوتسوانا
في الجمعية الوطنية المكونة من مجلس واحد في بوتسوانا، يعمل رئيس بوتسوانا ورئيس الجمعية الوطنية كعضوين في المجلس بحكم المنصب.

### البرازيل
في إمبراطورية البرازيل، أصبح بعض الأمراء أعضاءً في مجلس الشيوخ الإمبراطوري بمجرد بلوغهم سن الخامسة والعشرين.

### الصين
وفقًا لدستور الحزب الشيوعي الصيني، يجب أن يكون الأمين العام للجنة المركزية عضوًا في اللجنة الدائمة للمكتب السياسي.

#### هونج كونج
اعتبارًا من 2022، لا يزال المجلس التنفيذي لهونغ كونغ يتألف من أعضاء بحكم مناصبهم (أعضاء رسميون منذ عام 1997) وأعضاء غير رسميين (منذ عام 1997). من خلال الممارسة العملية، يشمل الأعضاء بحكم المنصب أمناء الإدارات، أي السكرتير الأول ووزير المالية ووزير العدل. منذ عام 2002، يتم تعيين جميع أمناء المكاتب من قبل الرئيس التنفيذي ليكونوا أعضاء رسميين في المجلس التنفيذي. ولكن منذ عام 2005، يحضر أمناء المكاتب فقط عندما تتعلق البنود المدرجة على جدول الأعمال بحقائبهم.

### أندورا
يتم تعيين رئيس الجمهورية الفرنسية وأسقف أورغل الكاثوليكي بحكم المنصب أمراء مشاركين لأندورا.

### الهند
نائب رئيس الهند هو بحكم منصبه رئيس الراجيا سابها، مجلس الشيوخ في البرلمان الهندي.
رئيس وزراء الهند هو بحكم منصبه رئيس لجنة السياسة. الأعضاء الآخرون بحكم المنصب في اللجنة هم وزير الشؤون الداخلية ووزير المالية ووزير السكك الحديدية ووزير الزراعة ورفاهية المزارعين.

### إيطاليا
الرؤساء السابقون هم أعضاء بحكم مناصبهم مدى الحياة في مجلس الشيوخ.

### الفلبين
في الكونغرس، يكون الرؤساء ونوابهم، وزعماء الأغلبية والأقلية، أعضاء بحكم مناصبهم في جميع اللجان. رئيس لجنة القواعد في كل غرفة هو زعيم الأغلبية. رئيس مجلس الشيوخ هو بحكم منصبه الرئيس للجنة التعيينات، ولكن لا يمكنه التصويت إلا على العلاقات. ومن المقرر أن تشغل عدة مناصب في مجلس القضاء ونقابة المحامين مناصب أخرى.

### روسيا
رئيس الوزراء الروسي، ورؤساء مجلس الدوما ومجلس الاتحاد، ورئيس الأركان ورؤساء الكيانات الفيدرالية هم أعضاء بحكم مناصبهم في مجلس الدولة (هيئة استشارية لرئيس الدولة). رئيس روسيا هو بحكم منصبه رئيس لها،  وكذلك مجلس الأمن.

### المملكة المتحدة

#### مجلس اللوردات
في مجلس اللوردات، فإن أساقفة كانتربري، ويورك، ولندن، ودورهام، ووينشستر هم أعضاء بحكم مناصبهم، ويحق لهم التصويت مثل أي لورد روحي آخر.
في السابق، كان أي شخص يحمل لقبًا نبيلاً في المملكة المتحدة عضوًا بحكم منصبه في مجلس اللوردات. تم إلغاء هذا الاستحقاق في عام 1999. منذ ذلك الحين، بقي فقط إيرل مارشال واللورد جريت تشامبرلين (المكاتب التي هي نفسها وراثية) بحكم المنصب؛ يتم انتخاب 90 نظيرًا وراثيًا آخر من قبل المؤهلين ومن بينهم.

#### اسكتلندا
يتم تعيين اللورد رئيس المحكمة المنعقدة بحكم منصبه بصفته اللورد القاضي العام في اسكتلندا. على هذا النحو، فهو رئيس السلطة القضائية في اسكتلندا، ورئيس جلسة المحكمة (أعلى محكمة مدنية في اسكتلندا ، ورئيس محكمة العدل العليا (أعلى محكمة جنائية في اسكتلندا).

### الولايات المتحدة

#### الحكومة الفيدرالية
يجوز لنائب رئيس الولايات المتحدة، الذي يشغل أيضًا منصب رئيس مجلس الشيوخ، التصويت في مجلس الشيوخ بشأن المسائل التي يتم تحديدها بأغلبية الأصوات (على عكس ثلاثة أخماس الأصوات أو الثلثين)، إذا كانت الأصوات لصالح الموافقة والرفض منقسمان بالتساوي. كما أن قادة الأحزاب في كلا المجلسين هم بحكم مناصبهم أعضاء في لجنتي المخابرات في مجلسي النواب والشيوخ. العديد من رؤساء اللجان في مجلس النواب هم بحكم منصبهم أعضاء في اللجان الفرعية.

#### كولورادو
في معظم مقاطعات كولورادو، يتم انتخاب عمدة المقاطعة من قبل مواطني المقاطعة. ومع ذلك، في مدينة ومقاطعة دنفر، يعين رئيس بلدية دنفر "مدير السلامة" الذي يشرف على إدارة السلامة (بما في ذلك أقسام الإطفاء والشرطة والعمدة) ويكون بحكم منصبه عمدة السلطة القضائية. وبالمثل، في مدينة ومقاطعة برومفيلد، كولورادو، يعمل قائد الشرطة (منصب معين) بحكم منصبه بصفته عمدة المقاطعة.

#### مدينة نيويورك
رئيس مجلس مدينة نيويورك، وزعماء الأغلبية والأقلية فيه، جميعهم أعضاء بحكم مناصبهم في كل لجنة من لجانه. علاوة على ذلك، فإن كل عضو في المجلس هو بحكم منصبه عضو لا يحق له التصويت في كل مجلس مجتمع تشمل حدوده أيًا من مكونات أعضاء المجلس.